# Phyllagathis rotundifolia
Phyllagathis rotundifolia är en tvåhjärtbladig växtart som först beskrevs av William Jack, och fick sitt nu gällande namn av Carl Ludwig von Blume. Phyllagathis rotundifolia ingår i släktet Phyllagathis och familjen Melastomataceae. Inga underarter finns listade i Catalogue of Life.